# 12907 Giannanilvo
12907 Giannanilvo è un asteroide della fascia principale. Scoperto nel 1998, presenta un'orbita caratterizzata da un semiasse maggiore pari a 2,6491387 au e da un'eccentricità di 0,1615492, inclinata di 3,49349° rispetto all'eclittica.